# Le Proscrit (film, 1919)
Pour les articles homonymes, voir Le Proscrit.
Pour plus de détails, voir Fiche technique et Distribution.
Le Proscrit (titre original : The Outcasts of Poker Flat) est un film muet américain réalisé par John Ford, sorti en 1919.

## Synopsis
En lisant The Outcasts of Poker Flat de Bret Harte, Harry Lanyon s'aperçoit que la nouvelle comporte de profondes similitudes avec sa propre vie. En effet, s'il aime Ruth Watson, il la croit amoureuse de son fils adoptif, Billy. Il s'imagine dans la peau de John Oakhurst, le personnage principal du récit, qui, pour les mêmes raisons, se sacrifie et se tue...

## Fiche technique
- Titre original : The Outcasts of Poker Flat
- Titre français : Le Proscrit
- Réalisation : John Ford
- Scénario : H. Tipton Steck, d'après les nouvelles The Outcasts of Poker Flat et The Luck of Roaring Camp de Bret Harte
- Photographie : John W. Brown
- Direction artistique : Wilson Silsby
- Producteur : Pat Powers
- Société de production : Universal Film Manufacturing Company
- Société de distribution : Universal Film Manufacturing Company
- Pays de production :  États-Unis
- Langue originale : anglais
- Format : noir et blanc — 35 mm — 1,33:1 — Muet
- Genre : western
- Durée : 60 minutes (6 bobines)
- Date de sortie : 
  - États-Unis : 7 juillet 1919

## Distribution
- Harry Carey : Harry Lanyon / John Oakhurst
- Gloria Hope : Ruth Watson / Sophy
- Cullen Landis : Billy Lanyon / Tommy Oakhurst
- Joe Harris : Ned Stratton
- Virginia Chester
- J. Farrell MacDonald
- Duke R. Lee
- Louise Lester
- Vester Pegg
- Charles Hill Mailes
- Victor Potel
- Frank Capra[1] : un docker

## Autour du film
- Selon Silent Era, ce film est considéré comme perdu.
- La même histoire servit à deux remakes[2]
  - en 1937, la RKO produit The Last Outlaw, dirigé par Christy Cabanne, avec Preston Foster et Jean Muir
  - en 1952, Les Bannis de la Sierra (The Outcasts of Poker Flat), dirigé par Joseph M. Newman, avec Anne Baxter et Dale Robertson